# George Ackles
Pour les articles homonymes, voir Ackles.
George Ackles, né le 4 juillet 1967, à Pittsburgh, en Pennsylvanie, est un ancien joueur américain de basket-ball. Il évolue au poste de pivot.

## Palmarès
- Second-team All-Big West 1991